# José María Movilla
José María Movilla Cubero (Madrid; 8 de febrero de 1975), conocido como Movilla, es un exfutbolista español que se desempeñaba en la posición de mediocentro.

## Trayectoria
Movilla nació en Madrid. Según sus compañeros de clase, José María era capaz de ir dando toques al balón desde su casa a la clase en el Colegio Público Miguel Hernández sin que se le cayera el balón, incluyendo escaleras arriba y abajo. Tras jugar con el Leganés en sus categorías inferiores y ser internacional sub-15/16 ficha por el Real Madrid.
El Real Madrid se fijó en él y Movilla comenzó jugando en la Segunda División B. Pasó por varios equipos como el Moscardó o el Numancia. Comenzó a triunfar en el Málaga CF con el que jugó 116 partidos y marcó 7 goles, además de lograr dos ascensos consecutivos hasta alcanzar la Primera División.
En el año 2001 fichó por el Atlético de Madrid, allí jugó 3 temporadas y metió 2 tantos. En el invierno de 2004 llegó cedido al Real Zaragoza, colaborando decisivamente para alejar al equipo esa temporada de la zona baja y conseguir la Copa del Rey ante el Real Madrid y de la Supercopa contra el Valencia. El verano siguiente fichó definitivamente por el club maño, en el que permaneció hasta el comienzo de la temporada 2007-2008, momento en el que fichó por el Real Murcia.
El 4 de julio de 2009 se hizo oficial la desvinculación del Real Murcia y su fichaje por el Rayo Vallecano para las próximas dos temporadas.
En la temporada 2011-2012 Movilla vuelve a Primera División tras lograr el ascenso con el Rayo Vallecano siendo el jugador más veterano en marcar un gol con la camiseta del Rayo Vallecano el conseguido en San Mamés frente al Athletic de Bilbao, al ser el primer encuentro del Rayo en su regreso a Primera División tras ocho sin estar en la máxima categoría. 
Al acabar la temporada queda libre, y tras estar a punto de fichar por el Hércules CF de la Segunda División; vuelve al Real Zaragoza para disputar la temporada 2012-13 en Primera División. Con el conjunto aragonés, Movilla se convirtió en el jugador más veterano en vestir la elástica blanquilla, con 38 años y 17 días, superando así la marca que tenía Enrique Yarza desde septiembre de 1968. Su retirada como futbolista fue en el 2014 tras veintiún años como profesional.
Movilla cuenta con el título de Entrenador Nacional Uefa Pro y de director deportivo, cargo que ha ejercido desde febrero de 2017 en el Rayo Majadahonda consiguiendo el ascenso a Segunda División en su primer año.
En junio de 2018 fichó por el Salamanca CF UDS, recién ascendido a 2.ª B, como director general. Presentó su dimisión del cargo el 9 de octubre alegando graves discrepancias con la directiva del club con respecto a los jugadores.

## Clubes
| Club               | País   | Año       | Partidos | Goles |
| ------------------ | ------ | --------- | -------- | ----- |
| C. D. Moscardó     | España | 1994-1995 | 38       | 0     |
| C. D. Numancia     | España | 1995-1996 | 39       | 3     |
| C. D. Moscardó     | España | 1996-1997 | 29       | 3     |
| C. D. Ourense      | España | 1997-1998 | 7        | 0     |
| Málaga C. F.       | España | 1998-2001 | 146      | 8     |
| Atlético de Madrid | España | 2001-2004 | 79       | 3     |
| Real Zaragoza      | España | 2004-2007 | 122      | 1     |
| Real Murcia C. F.  | España | 2007-2009 | 52       | 1     |
| Rayo Vallecano     | España | 2009-2012 | 125      | 4     |
| Real Zaragoza      | España | 2012-2014 | 49       | 0     |

## Palmarés
Campeonatos nacionales
| Título              | Club          | País   | Año  |
| ------------------- | ------------- | ------ | ---- |
| Copa del Rey        | Real Zaragoza | España | 2004 |
| Supercopa de España | Real Zaragoza | España | 2004 |

| Segunda División Española | Atlético de Madrid | España | 2002 |